# Claire Thomas Duvivier
Pour les articles homonymes, voir Thomas et Duvivier.
Pour l'écrivaine française, voir Claire Duvivier.
Claire Thomas Duvivier est une graveuse française, née en 1846 et morte en 1897.

## Biographie
Claire-Victoire Thomas naît le 11 décembre 1846 à Vittel (Vosges). Elle est la fille de Jean-Maurice Thomas, marchand d'épices, et d'Anne-Marguerite Richard. Elle est la sœur d'Émile Thomas, né en 1841, bien que certaines sources le mentionnent comme son père.
Peintre et graveuse, elle réalise de nombreuses gravures pour des journaux illustrés comme Le Monde illustré, notamment à partir des dessins de son mari, Albert Duvivier, et d'après des tableaux d'artistes comme Rembrandt ou Jean Geoffroy,. Elle participe avec ses gravures au Salon de Paris dans les années 1870 et 1880, et y reçoit une mention honorable en 1884.
Elle décède le 12 août 1897 au 10 rue Pernety à Paris, où elle vivait avec son mari.

## Œuvres

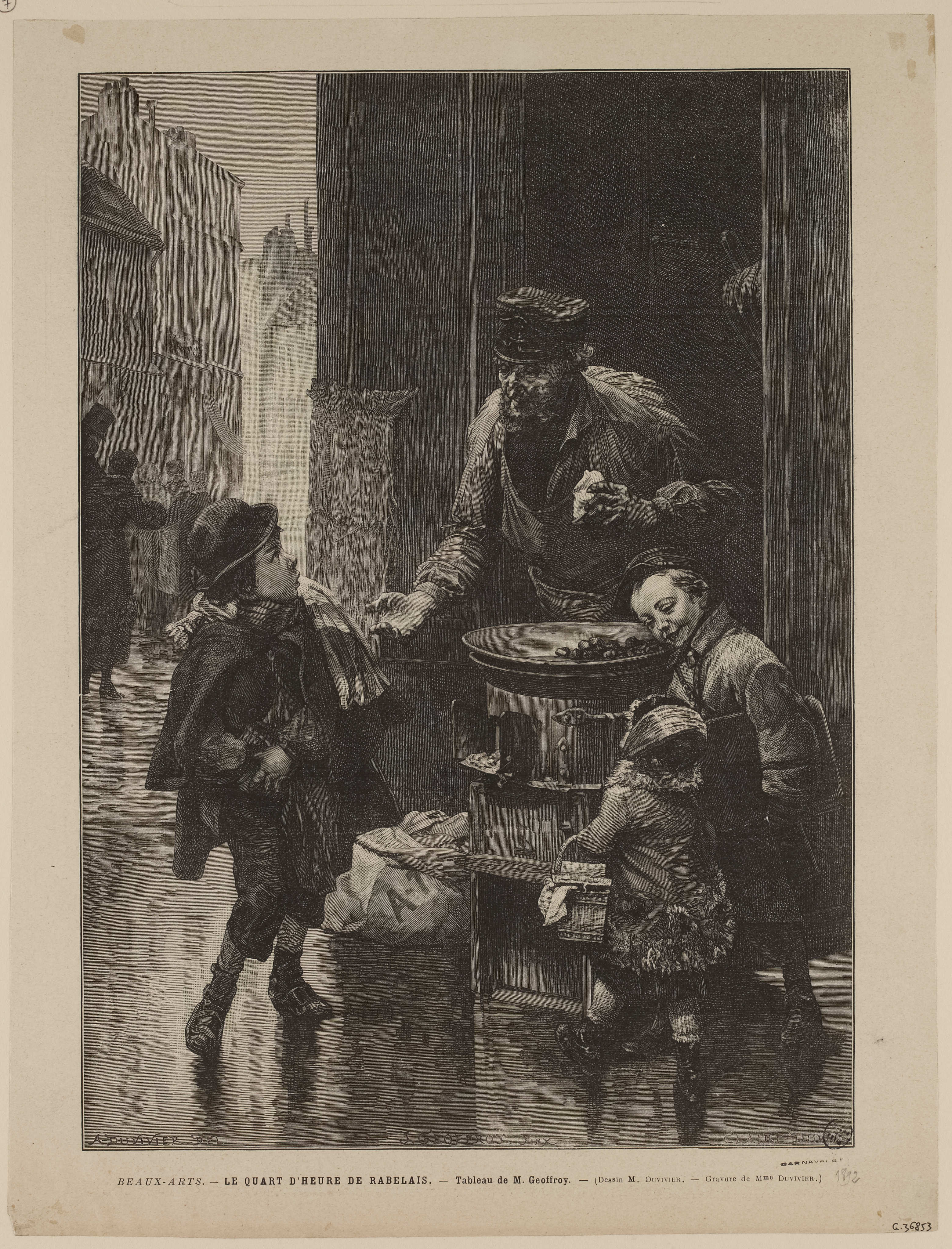
Le quart d'heure de Rabelais, gravure de Claire Duvivier d'après Jean Geoffroy.

Parmi ses nombreuses gravures, on peut citer notamment :
- Le quart d'heure de Rabelais, gravure de Claire Duvivier à partir d'un dessin d'Albert Duvivier, d'après un tableau de Jean Geoffroy, 1892, Musée Carnavalet[8]
- La défense du foyer, gravure de Claire Duvivier d'après une sculpture de M. Boisseau, La Presse illustrée n°855, 1884[9]
- Plusieurs planches rassemblées dans Collection Jaquet. La Gravure sur bois. Collection de gravures extraites de périodiques et de journaux illustrés du XIXe siècle. Beaux-arts[10]